# Pandercetes ochreus
Pandercetes ochreus är en spindelart som beskrevs av Henry Roughton Hogg 1922. Pandercetes ochreus ingår i släktet Pandercetes och familjen jättekrabbspindlar.
Artens utbredningsområde är Vietnam. Inga underarter finns listade i Catalogue of Life.